# Nassim al-Roh
Nassim al-Roh (título original árabe : نسيم الروح, nasim alruwh) es una película siria, biográfica e histórica, producida por General Organization Cinema in Syria; dirigida y guionada por el director Abdellatif Abdelhamid, en 1998, y 95 min de duración.
La película discute diferentes escenas sociales en la sociedad siria moderna.

## Reparto
- Ahmad Addas
- Fares Al-Helou
- Amigo de Samer (como Fares Helou)
- Doha Aldubs
- Zuhair Alomar
- Rania Halout
- Lina Hwarneh
- Mariam
- Bassam Kousa
- Samer
- Ayman Rida

Taxi Driver